# Westbroek!
Westbroek! is een entertainmentprogramma, dat wordt uitgezonden door de regionale televisiezender Regio TV Utrecht. In het televisieprogramma trekt presentator Henk Westbroek door de provincie Utrecht, waarbij hij op zoek is naar leuke verhalen en antwoorden op verschillende thema's.